# Dahae
Dahae (staropersky Dahâ, starořecky Δάι Dai, Δάοι Daoi či Δάαι Daai) je latinské jméno pro íránský kmen, pravděpodobně příbuzný Skytům.
Ve staré perštině bylo slovo dahâ ve významu „lupiči, loupežníci“ a jako lid jsou zmiňováni Daivovském nápisu Xerxe I. z 5. století př. n. l.  jako jedna ze satrapií jež králi podléhá. Protože nejsou zmiňováni v nápisech Dáreia I., jeho předchůdce, zdá se že byli porobeni právě Xerxem. Hérodotos je ve svých Dějinách z 5. století př. n. l. zmiňuje mezi perskými kmeny jako Δάι Dai a řadí je mezi kmeny kočovné.
V Daivovském nápisu, ale také u Arriána a jiných řeckých a římských autorů věnujích se výbojům Alexandra Makedonského jsou zmiňováni společně s vlastními Skyty i Skyty v širším významu – Saky, Massagety a Sogdijci, což napovídá že mohly být také skytským kmenem. Podle týž autorů vynikali v užití luku při jízdě na koni a obývali přibližně území Margiány. Je možné že byli zodpovědní za zničení Alexandrie v Margiáně a Herakleie, jež se snad nacházala v Arii, kolem roku 300 př. n. l. Poté se přesunuli na západ, do oblasti severně od Hyrkánie nazývané po nich Dehestán. Strabón zmínil že mezi Dahae náleželi kmeny zvané Xánthioi, Píssouroi a (S)párnoi, přičemž náčelníkem posledního z nich měl být Arsakés I., zakladatel Parthské říše.
Podle indologa Asko Parpoly od jména tohoto kmene odvozeno jméno Dásové, jež označuje nepřátelů Árjů a jejich bohů v indické mytologii. Pevnosti s trojitým opevněním, zmiňované v Rgvédu, podle jeho názoru odkazují na pevnosti íránských kmenů v Baktrii a severním Afghánistánu. Na podporu svého názoru uvádí také slovo z chotánské sačtiny daha „člověk, muž, odvážný“.